# Église de la Dormition-sur-les-Champs de Volotovo
L'église de la Dormition-sur-les-Champs de Volotovo (en langue russe : Церковь Успения на Волотовом поле) est un édifice religieux situé dans le village de Volotovo dans l'oblast de Novgorod à deux kilomètres à l'Est du centre de Veliki Novgorod. Elle fait partie du Musée national des arts de la région de Novgorod comme une des plus anciennes de l'architecture en pierre de Novgorod. Ses fresques uniques du XIVe siècle ont malheureusement été très abimées par les combats qui se sont déroulés durant la Grande Guerre patriotique. C'est un exemple frappant des dégâts provoqués aux chefs-d'œuvre artistiques par les guerres, partout dans le monde. Il faut remarquer que Louis Réau regrettait le piètre état de conservation de fresques d'une telle valeur artistique au début du siècle,.

## Histoire
L'église est construite en 1352 à la demande de l'archevêque Moïse sur la rive surélevée du petit Volkhov non loin de Veliki Novgorod. En 1363 l'église est décorée de fresques à la demande d'un autre archevêque de Novgorod Alexeï.

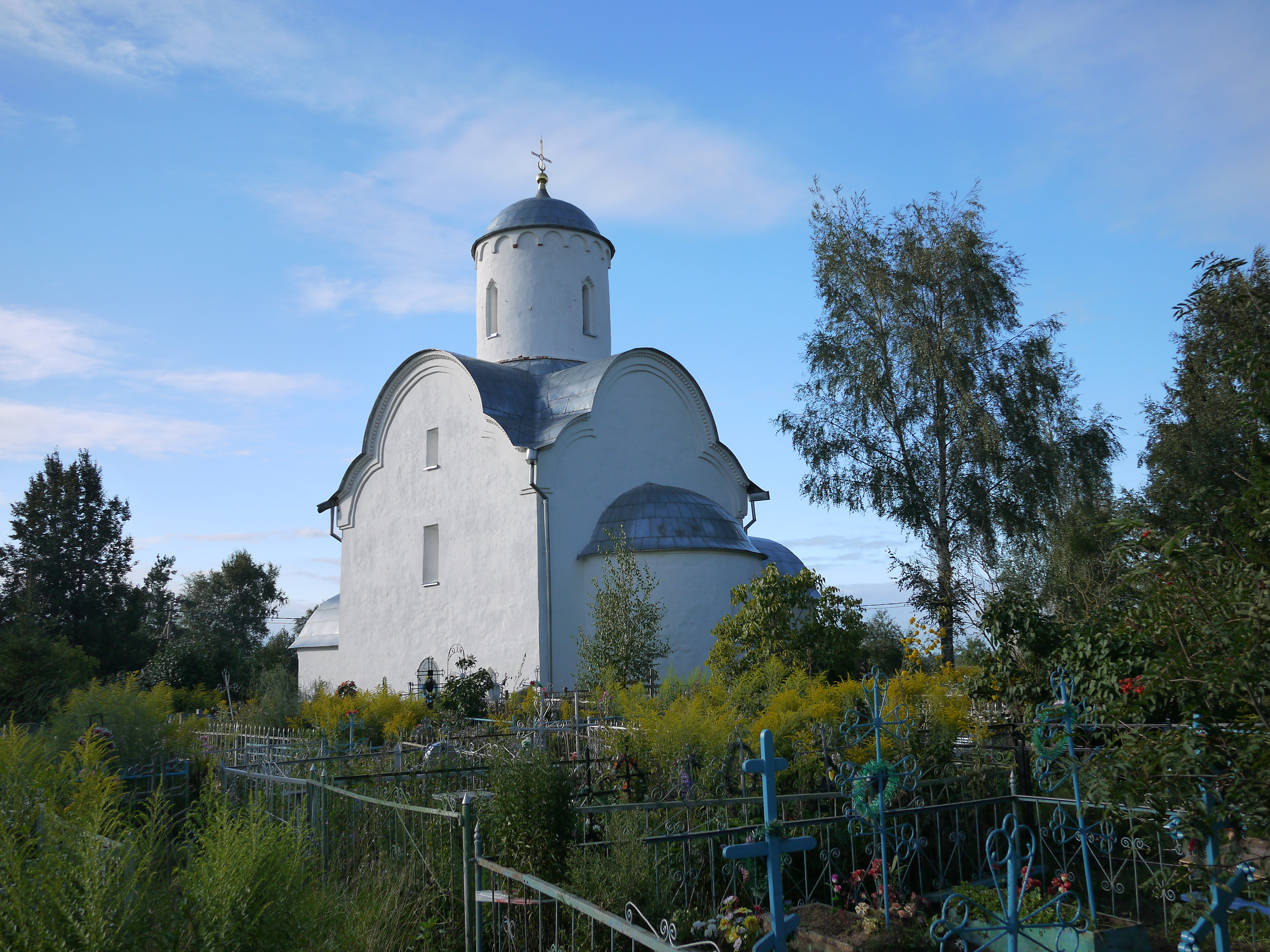
Volotovo

À l'époque de la guerre d'Ingrie avec les Suédois (1614—1617) l'église est endommagé, mais ni les murs ni les fresques n'ont à souffrir des combats. En 1825 une partie de l'édifice est détruite par la foudre. Les fresques sont disposées suivant l'ordonnancement habituel : dans la coupole et les tambours le Christ Pantocrator les archanges et les prophètes. Dans l'abside la Vierge Marie et les Apôtres. Les proportions des personnages sont très allongées.
Durant la Grande Guerre patriotique l'église de la Dormition se trouve durant 29 mois sur la ligne de front et les tirs de l'artillerie allemande la détruisent entièrement. La surface des fresques détruite est d'environ 350 m2.

## Architecture
L'harmonie des proportions et les lignes élégantes de sa coupole font oublier l'absence de décor et la sévère austérité.
Les façades trilobées sont dépourvues des pilastres traditionnels à Novgorod à cette époque. Quelques fenêtres habillent les surfaces dénudées. L'asymétrie entre le narthex et la chapelle latérale donne du cachet à la composition

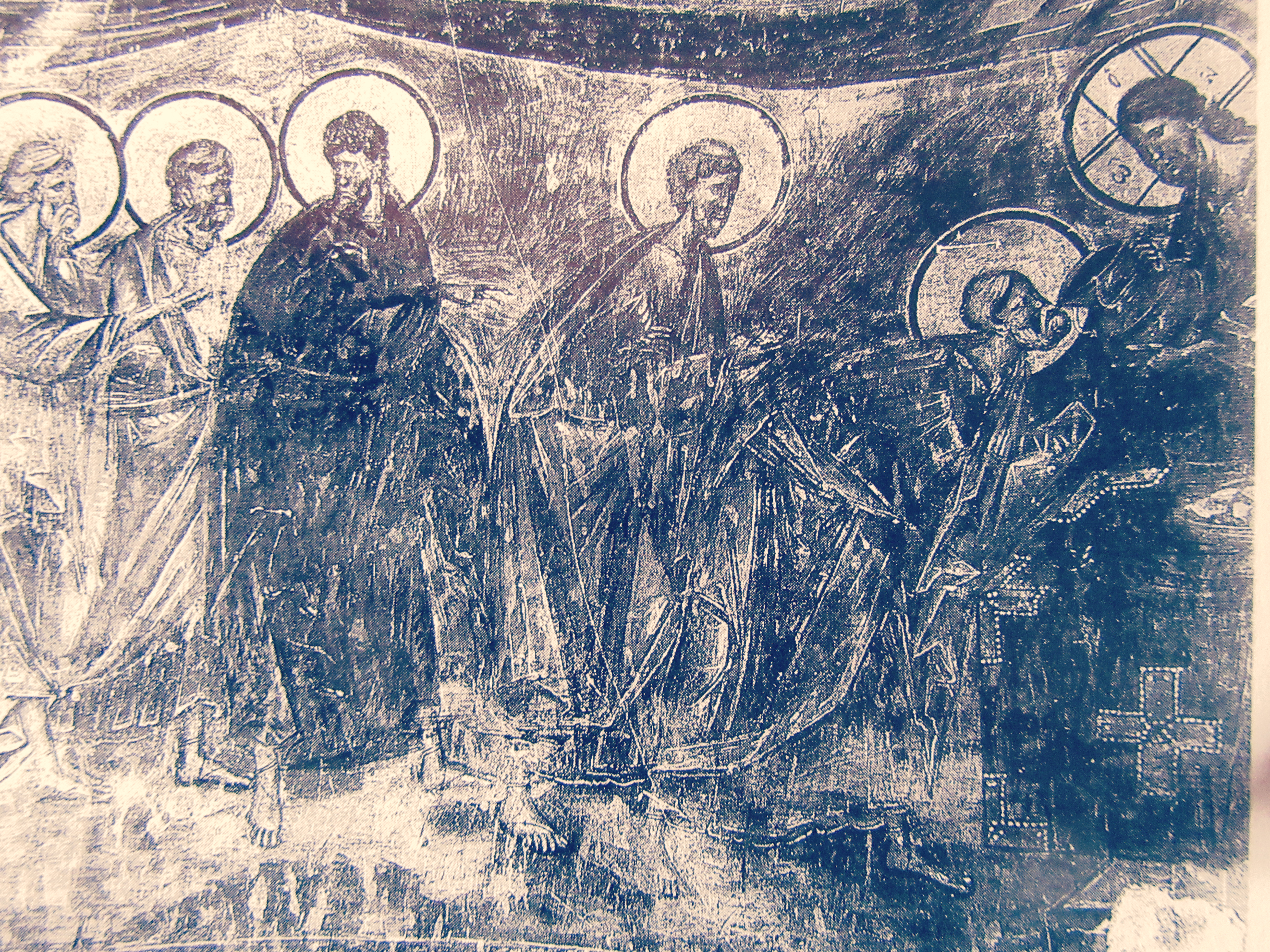
Eucharistie, fresque de l'église de la Dormition de Volotovo XIV e s.
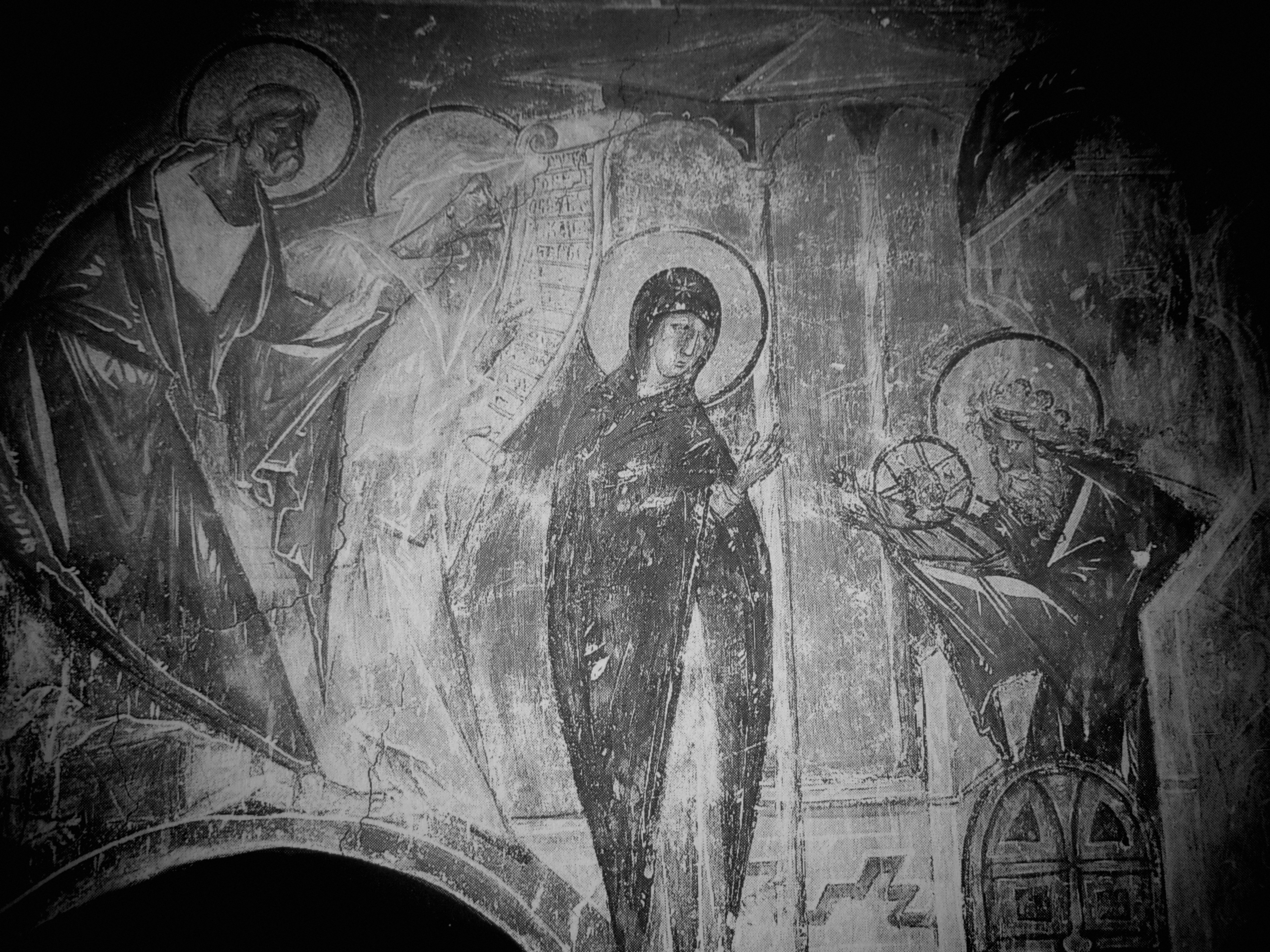
Présentation de Jésus au Temple, église de la dormition de Volotovo

## Fresques
Presque plus aucun historien n'attribue plus les fresques de Volotovo à Théophane le Grec. Le style purement novgorodien de ces fresques permet de les attribuer à un maître qui connaissait Théophane mais qui était indépendant de lui. L'aspect le plus caractéristique de ces fresques est le mouvement dont elles sont animées, la dynamique des personnages. Les visages semblent tirés de la vie réelle, portraiturés d'après nature. Ils ont des attitudes simples et naturelles. Dans la Présentation au temple par exemple l'enfant se débat dans les bras de Siméon pour retourner chez sa mère. L'art du peintre reflète la liberté d'esprit de Novgorod. Si le maître de Volotovo est inférieur à Théophane pour ce qui est de la caractérisation des personnages et la splendeur architecturale il manifeste un caractère plus franc, plus cohérent. Il est plus proche du réel par ses motifs prosaïques et ses détails de genre inspirés de la vie quotidienne.       

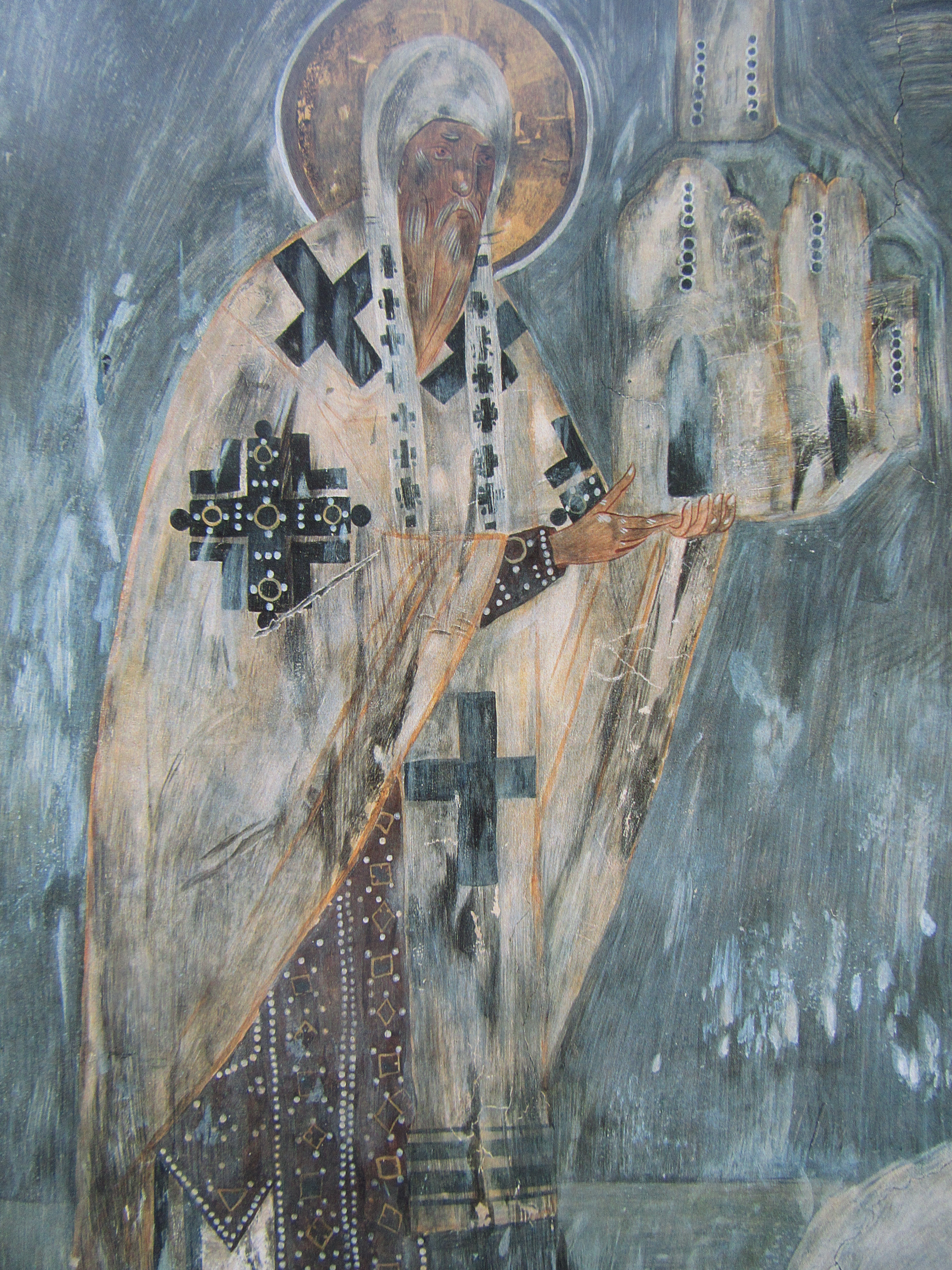
L'archevêque Moïse, église de Volotovo.

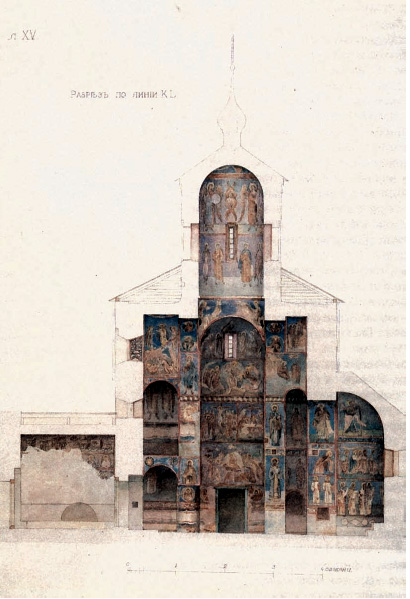
Plan des fresques avant la destruction par la guerre à Volotovo.

## Restauration
Après la fin des hostilités il restait 1,7 million de fragments de peinture dans les ruines qui ont été rassemblés et conservés.
Le 14 décembre 1992 l'église est inscrite dans la liste du patrimoine mondial de l'Unesco.
C'est en 1993 que les restaurateurs ont commencé les travaux de reconstitution des fresques à partir des fragments subsistants.
En 2001 un projet russo-germanique est entrepris pour reconstruire l'église. Du côté allemand, un montant de 52 millions de roubles est engagé, et le reste est inscrit au budget fédéral russe.
En 2002 a été découverte une fresque figurant sur des briques qui n'avaient pas été endommagées. Elle représente une barque à voile dont la proue est décorée de têtes d'animaux sauvages et qui est occupée par trois hommes en cottes de maille.
L'inauguration solennelle de l'église se déroule le 28 août 2003. 

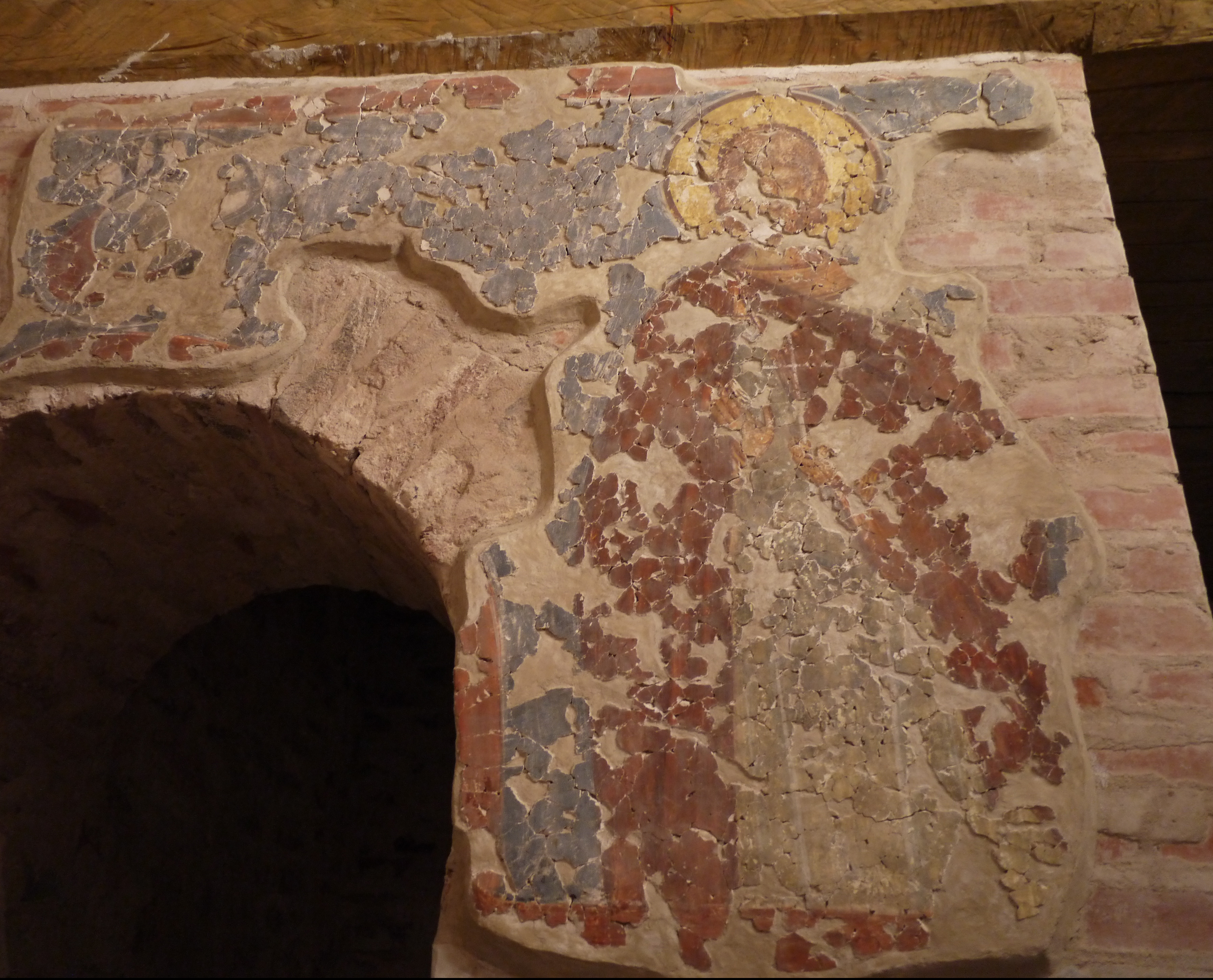
Volotovo fresque.
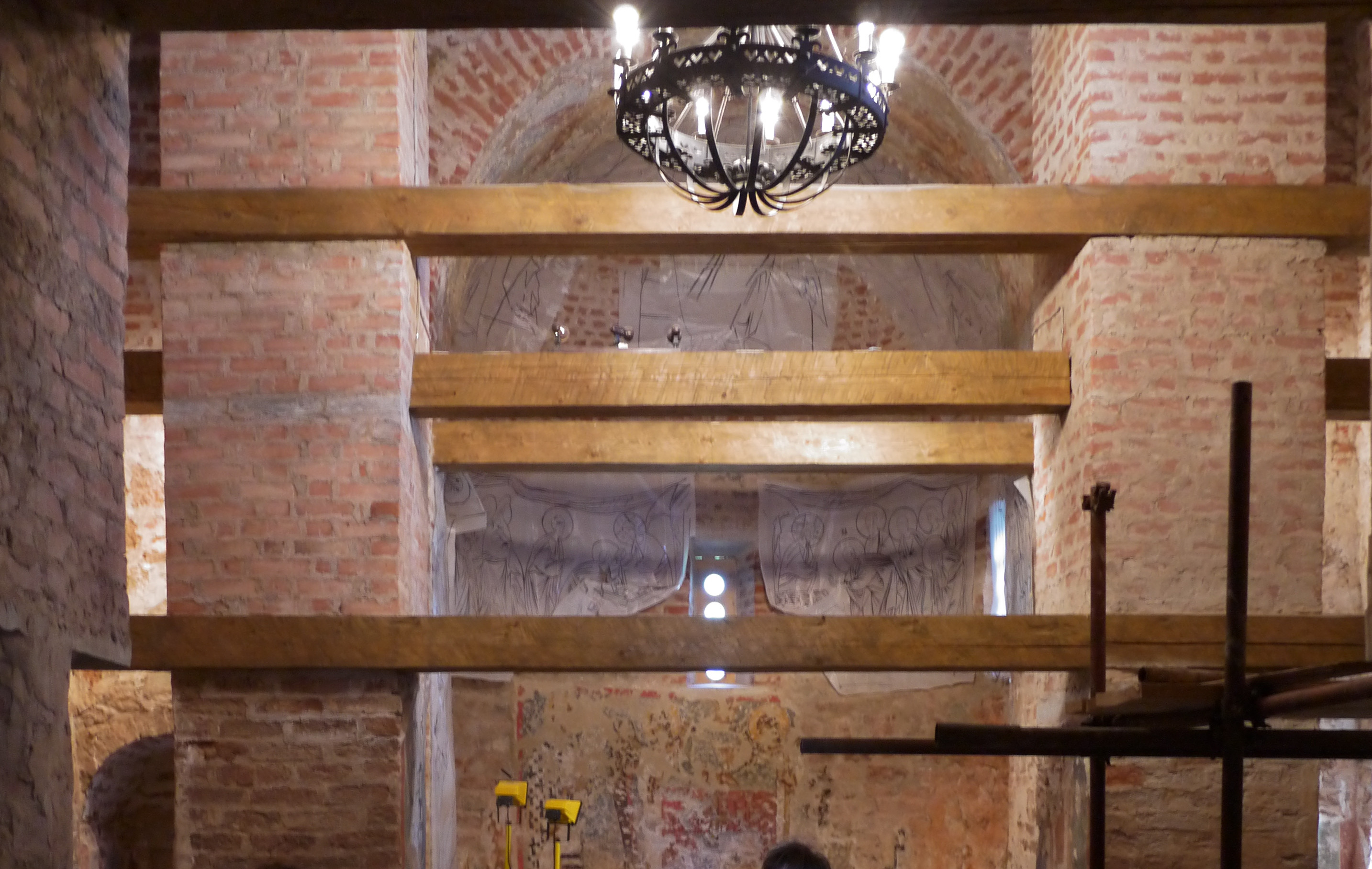
Volotovo intérieur.
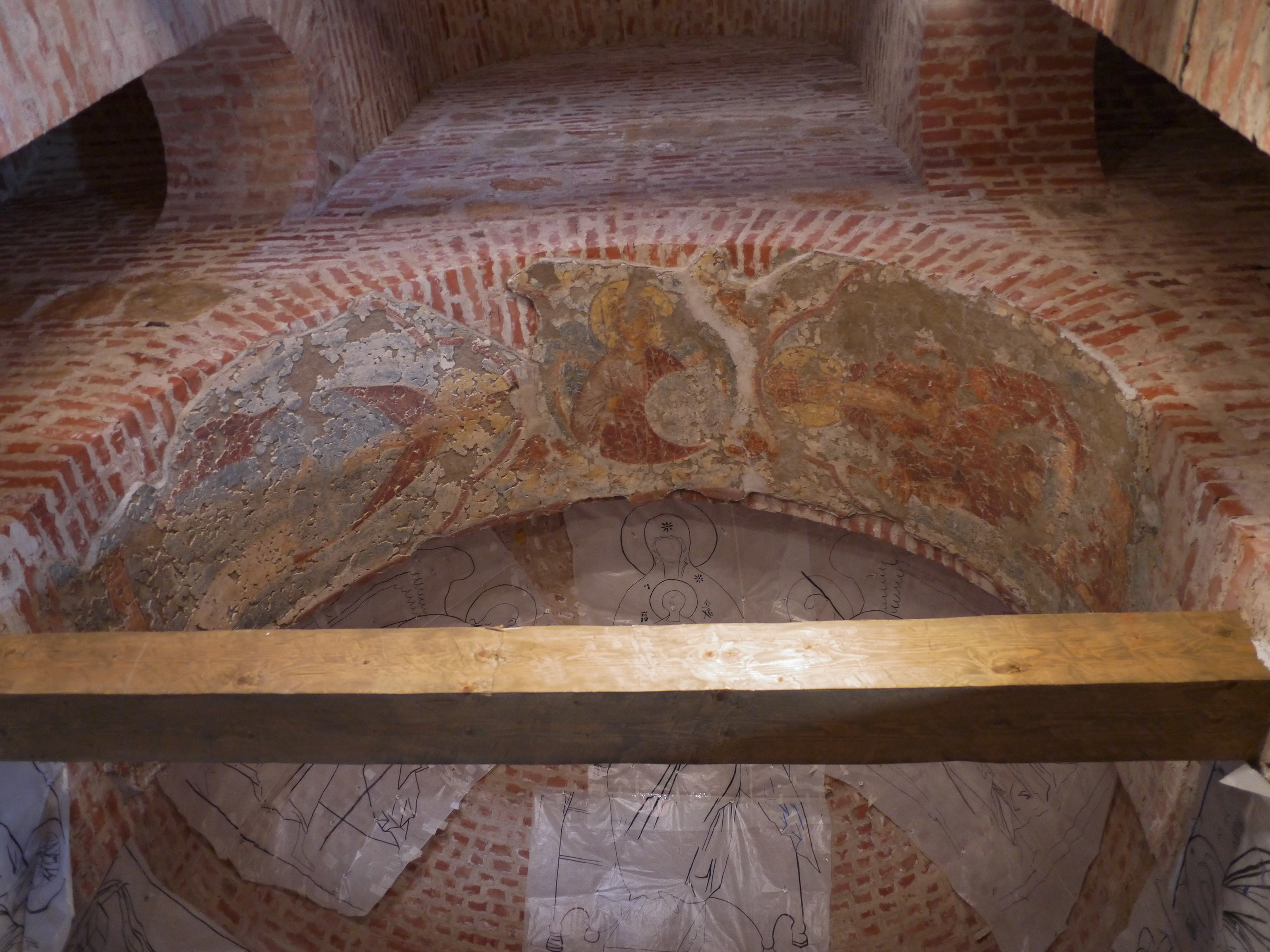
Volotovo intérieur.

En 2003 environ 1,7 million de fragments ont été rassemblés pour la restauration par la division des fresques de l'Institut de Novgorod compétent.
La suite des travaux s'échelonne sur plusieurs années dont les premières sont:
- été 2008. Les premiers fragments sauvés par les spécialistes retrouvent leur place primitive dans la fresque du martyr Procope accompagné de deux martyrs inconnus. Une fresque d'un ornement liturgique(une serviette);
- en 2009 la fresque « Le fils de Jacob » et « le médaillon » représentant les martyrs Nikita et Iosef sont restaurées ;
- en 2010 la fresque de l'archange Mikhaïl et du prophète Zacharie d'une surface de 4 m2 est restaurée.

Actuellement l'église est ouverte aux visites et est un édifice sous la responsabilité du Musée de la culture et des arts des terres de Novgorod.

## Liens
- (ru) Церковь Успения Богоматери на Волотовом поле. Справка — РИА НОВОСТИ
- (ru) les fresques Фрески церкви Успения на Волотовом поле
- (ru) restaurations des fresques Храму Успения на Волотовом поле будут возвращены фрески
- (ru) culture des terres de Novgorod /Государственный музей художественной культуры Новгородской земли